# Kapelle St. Josef (Waldenrath)
Koordinaten: 51° 0′ 51″ N, 6° 4′ 14″ O
Die Kapelle St. Josef befindet sich im Ortsteil Waldenrath in der Stadt Heinsberg in Nordrhein-Westfalen.

## Lage
Die Kapelle ist ein Teil des Altenheims St. Josef im Ortsteil Waldenrath an der Langbroicher Straße 7. Sie befindet sich in der zweiten Etage des Hauses.

## Geschichte
Im Jahre 1928 gründete man in Waldenrath ein kleines Kloster. Das Haus, in Trägerschaft des Diozesan-Caritas-Verbandes für das Bistum Aachen e. V., wurde im Jahre 1994 zum Alten- und Pflegeheim umgebaut. Ein Teil des Hauses wurde als Kapelle eingerichtet und steht den Hausbewohnern zur Verfügung. Im Jahre 2010 wurde das Haus mit einem Erweiterungsbau vergrößert.

## Architektur
Das ehemalige Klostergebäude ist ein zweigeschossiger Backsteinbau in sechs zu zwei Achsen unter einem Krüppelwalmdach. Auf der zweiten Etage ist eine Kapelle eingerichtet.

## Ausstattung
- Eine elektronische Orgel sorgt für eine musikalische Begleitung.
- Die Kirche besitzt eine Buntverglasung.[2]
- In der Kapelle stehen ein Holzaltar, ein Tabernakel, ein Kruzifix und mehrere Heiligenfiguren.

## Galerie

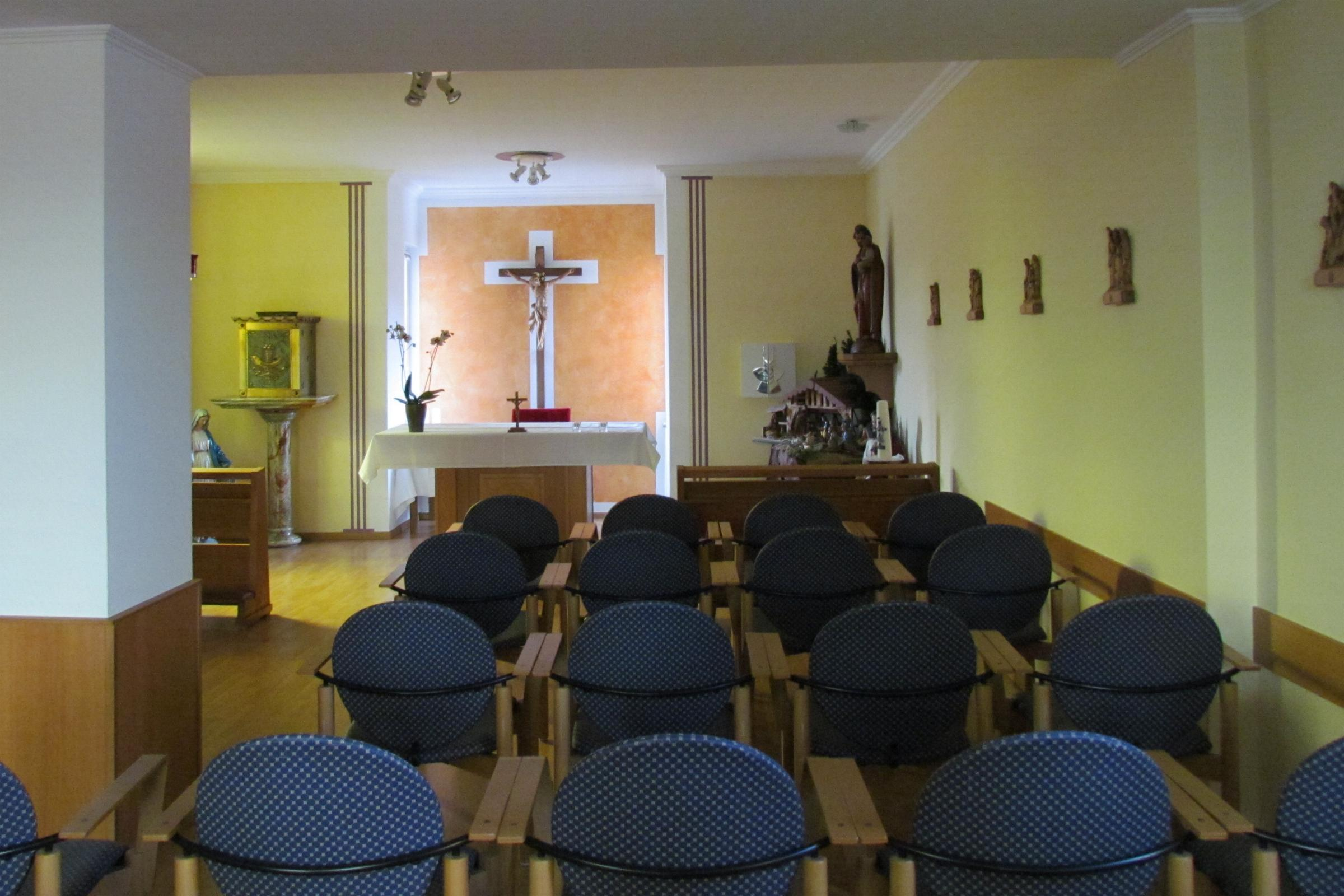
Ansicht
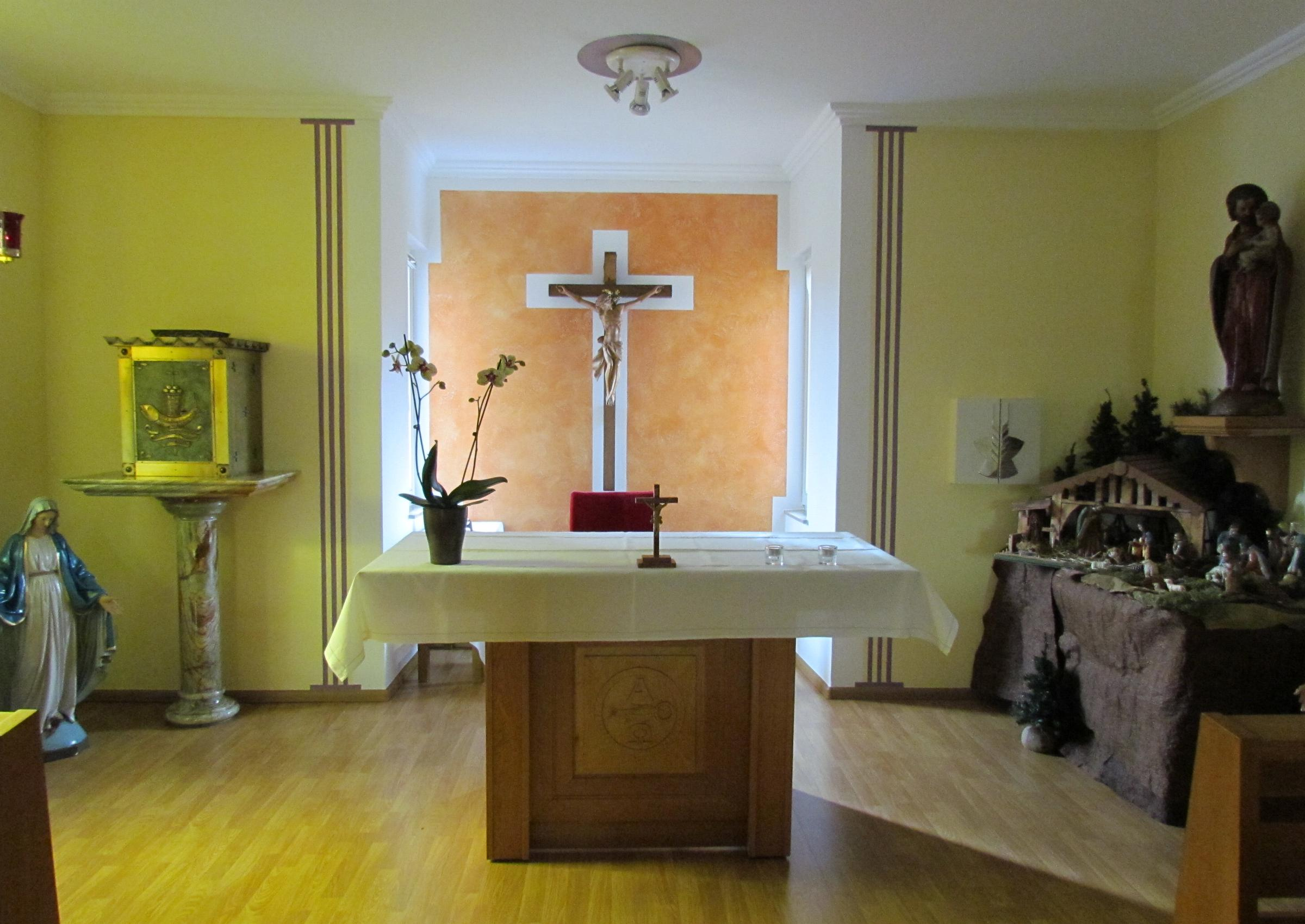
Altarraum
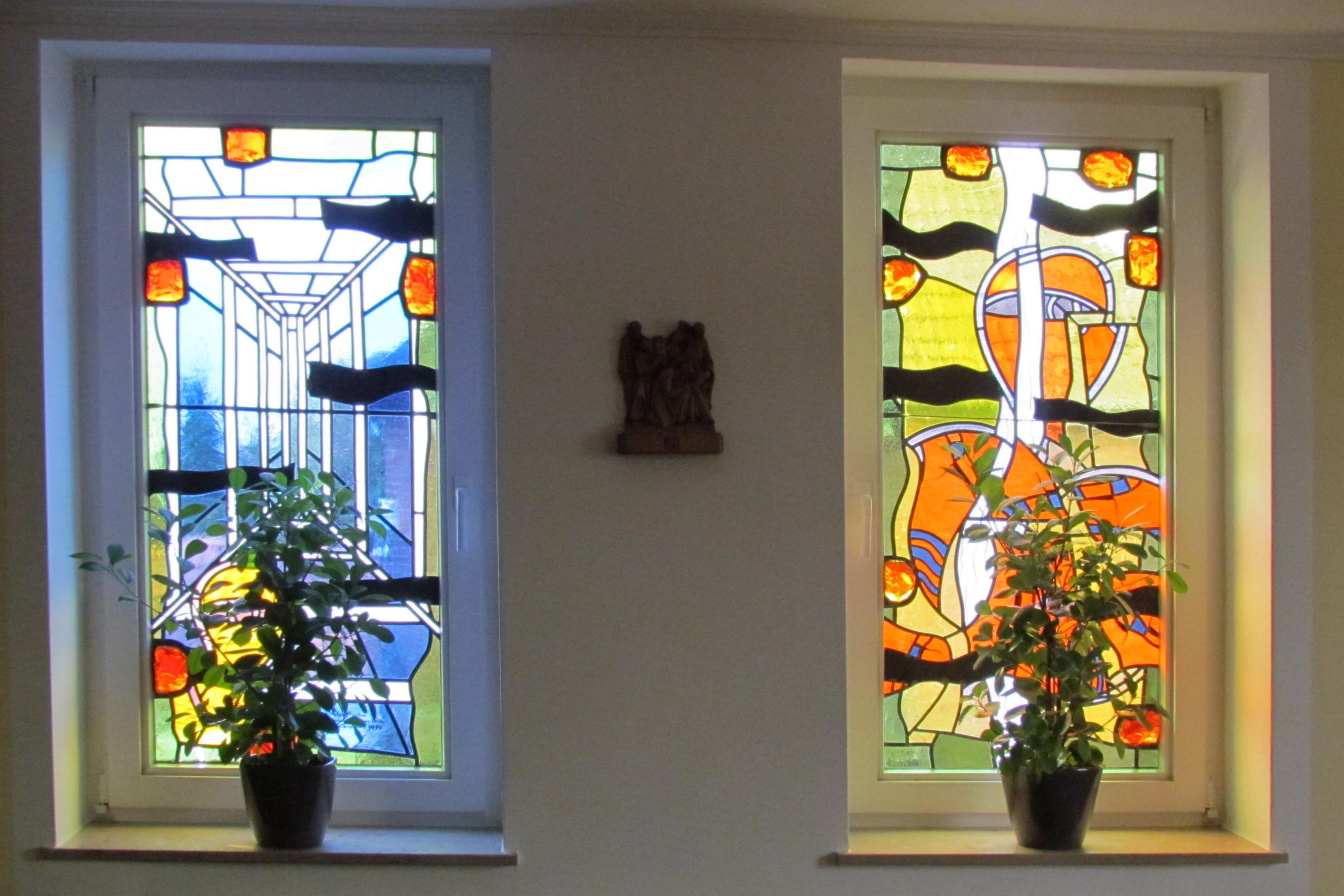
Buntverglasung
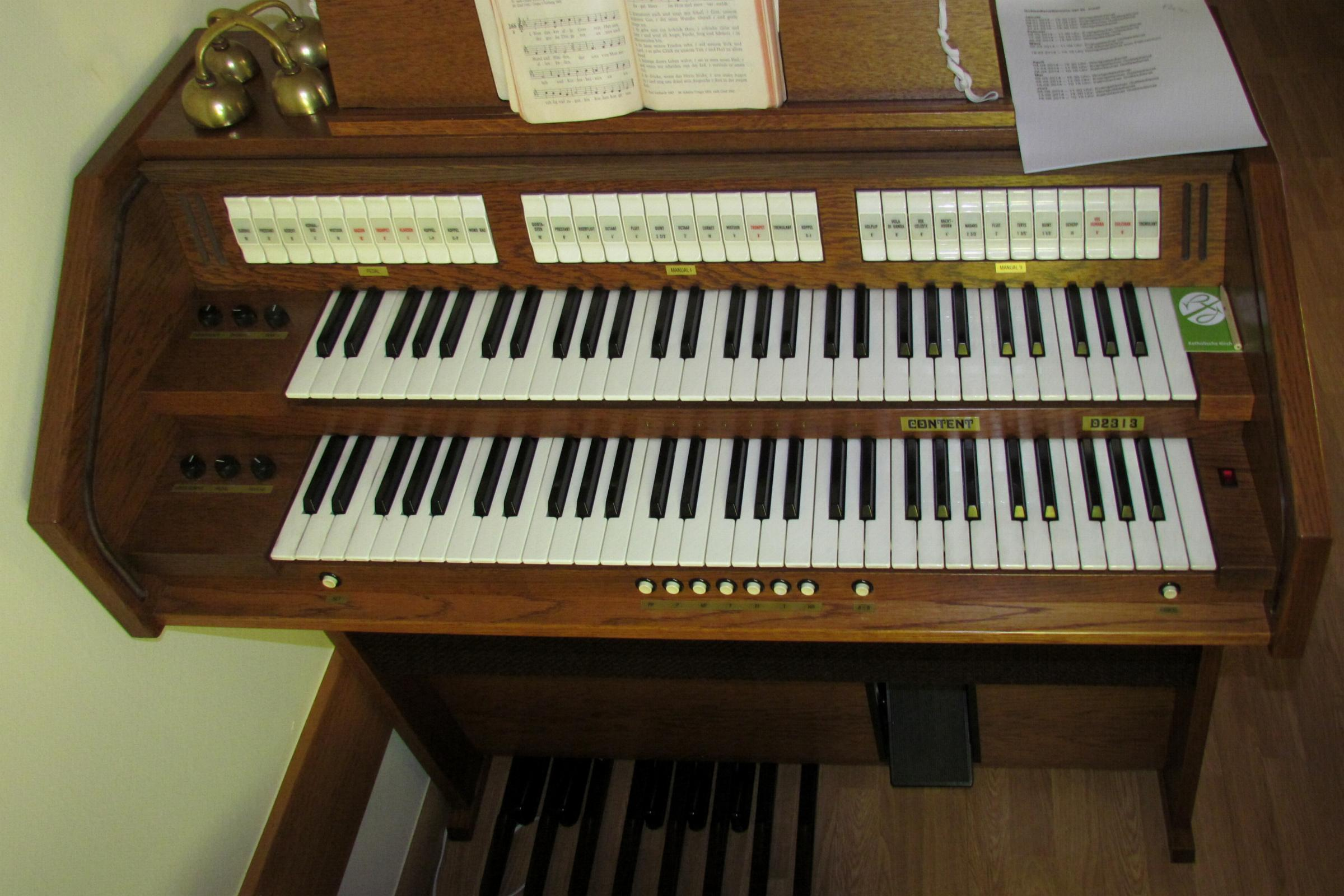
Orgel
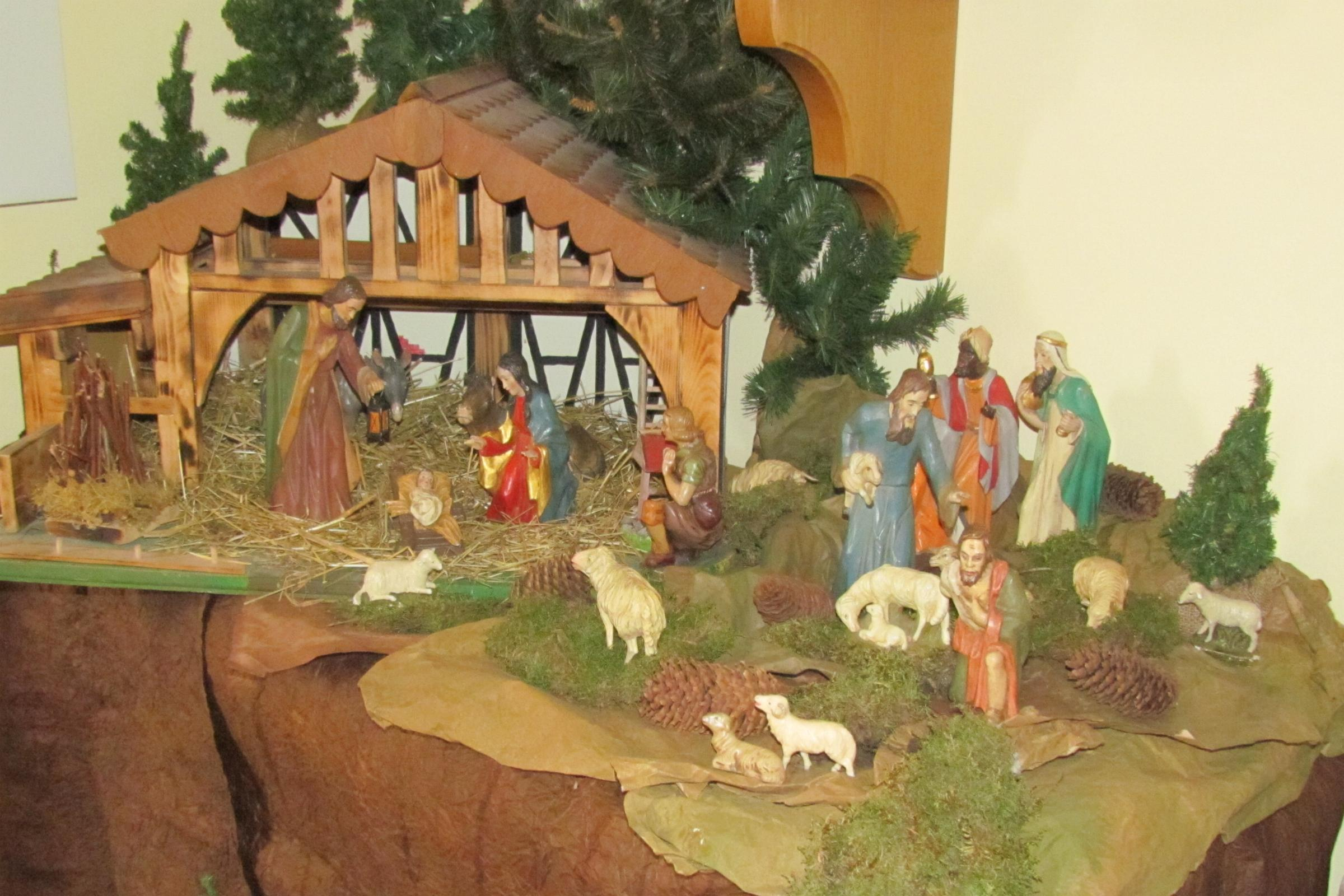
Krippe
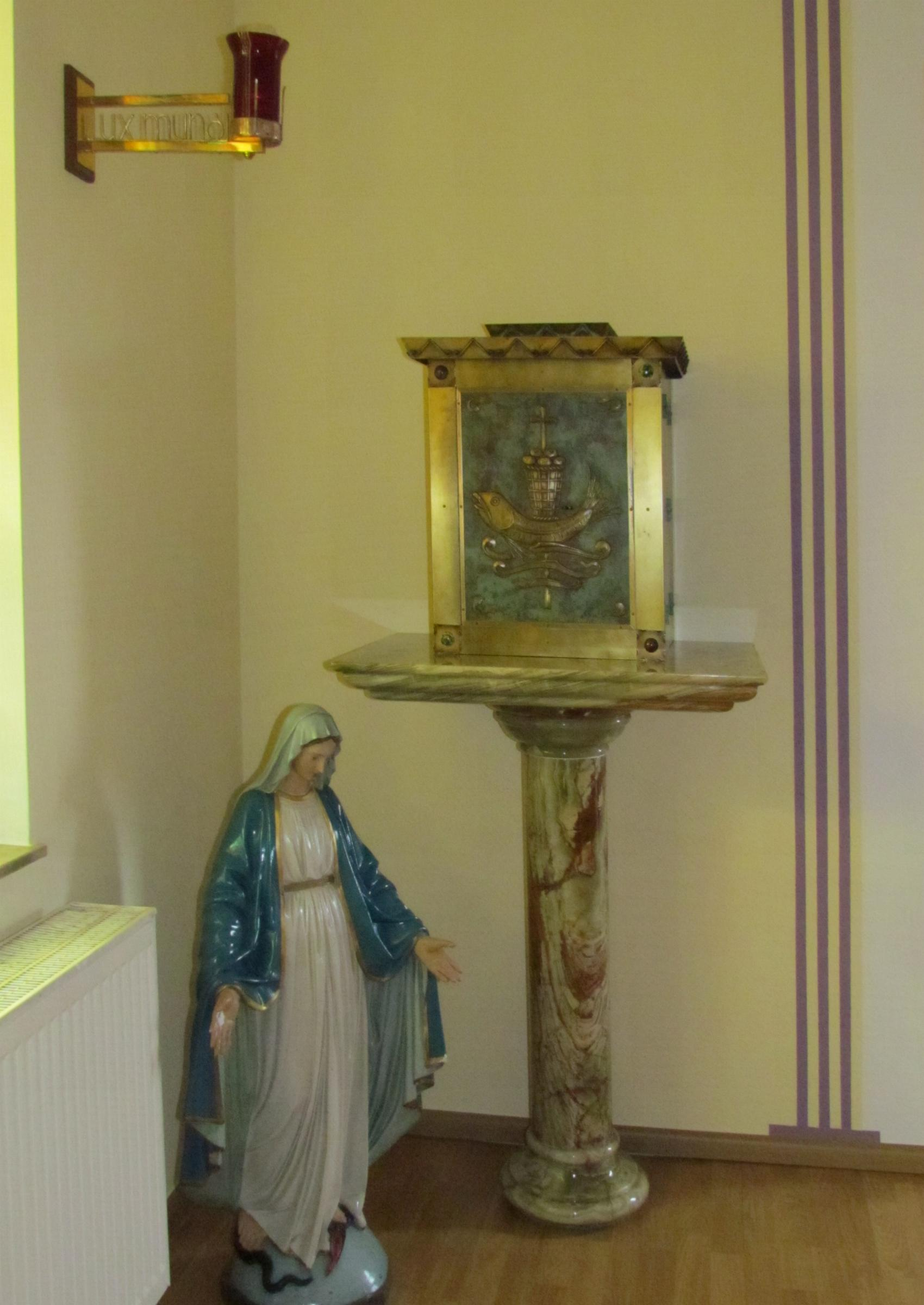
Tabernakel
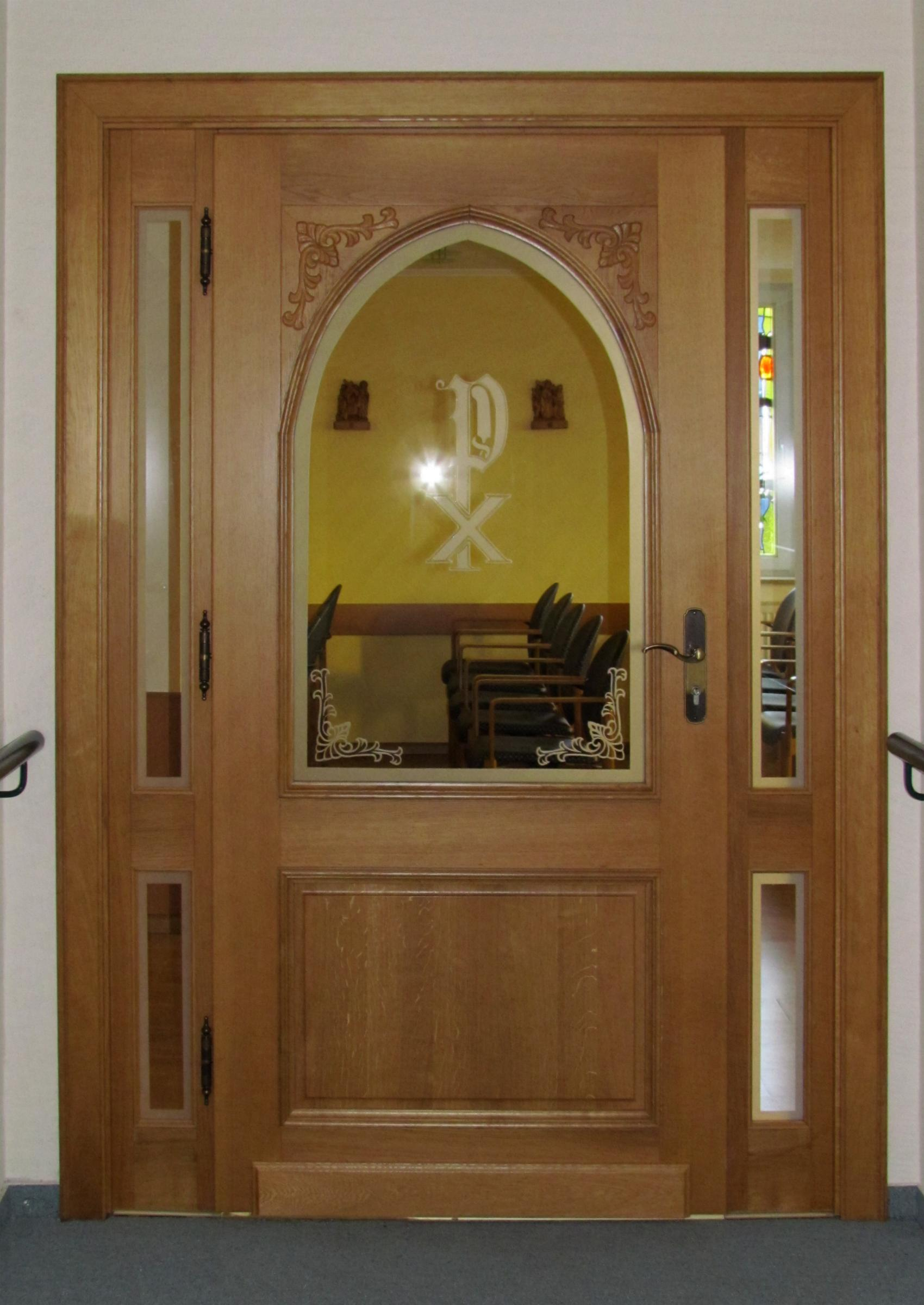
Kapellenzugang